# Kristoffer Sivertsen

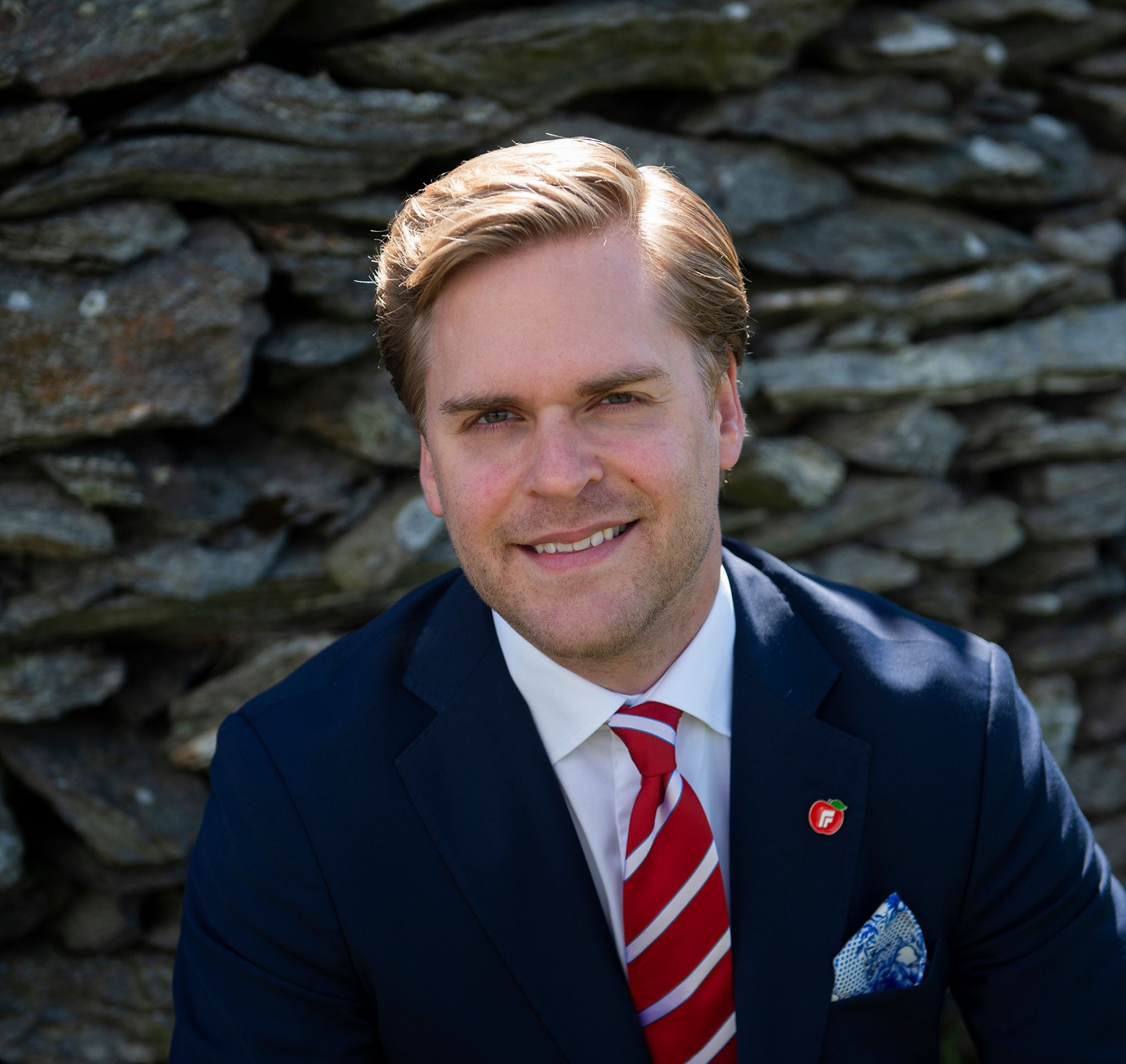
Kristoffer Sivertsen, 2019

Kristoffer Sivertsen (* 23. November 1988) ist ein norwegischer Politiker der rechten Fremskrittspartiet (FrP). Von Mai 2019 bis Januar 2020 war er Staatssekretär.

## Leben
Sivertsen stammt aus der Stadt Stavanger. Er studierte Rechtswissenschaften und arbeitete in Stavanger als Rechtsanwaltsanwärter. Im Jahr 2015 wurde er der Vorsitzende der FrP in seiner Heimatstadt. Bei der Kommunalwahl 2019 zog er in den Stadtrat von Stavanger ein.
Am 24. Mai 2019 wurde er zum Staatssekretär in der Regierung Solberg ernannt. Als solcher war Sivertsen unter Justiz- und Einwanderungsminister Jøran Kallmyr im Ministerium für Justiz und Öffentliche Sicherheit tätig. Seine Amtszeit endete am 24. Januar 2020 mit dem Regierungsaustritt der Fremskrittspartiet. Nach seiner Zeit als Staatssekretär stieg er im Mai 2020 als Partner in die Anwaltskanzlei Elden ein.
Im April 2022 wurde er Mitglied im FrP-Vorstand. Bei der Kommunalwahl im Jahr 2023 zog er erneut in der Stadtrat von Stavanger ein.